# Inter Salzburg
Inter Salzburg, od 2017 Wilhelm Steinitz Schach Akademie – austriacki klub szachowy z siedzibą w Salzburgu. Od 2005 roku w lidze występował w ramach stowarzyszenia SIR Salzburg.

## Historia
Klub został założony 15 maja 1973 roku przez kilku szachistów pod kierownictwem Ericha Schneidera. Pierwszym prezesem był Herbert Neuhauser. W 1983 roku zespół zadebiutował w Staatslidze, jednak po zakończeniu sezonu spadł z ligi. Na najwyższy poziom rozgrywkowy Inter wrócił w sezonie 1990/1991, zajmując wówczas dziesiąte miejsce. W 1992 roku klub zajął czwarte miejsce, a w sezonie 1992/1993 – trzecie. W 1994 roku uzyskano czwartą pozycję, a sezon 1995/1996 zakończono ponownie na trzecim miejscu. W tym okresie zawodnikami klubu byli m.in. Władimir Kramnik i Aleksiej Szyrow. W 1996 roku klub wystąpił w Pucharze Europy. W grupie 1 Inter zajął szóste miejsce po porażkach ze Sławią Sofia i Iraklio OAA i odpadł z dalszych rozgrywek. W 1997 roku Inter zajął jedenaste miejsce w Staatslidze i spadł na drugi poziom rozgrywek. W tym samym roku klub połączył się z SK Salzburg Süd. W latach 2001–2002 Inter wygrywał Staatsligę B. W 2005 roku nastąpiło połączenie z SK Royal Salzburg, tworząc stowarzyszenie SIR (Süd-Inter-Royal). W 2010 roku SIR awansował do Bundesligi. Trzy lata później Salzburg Süd opuścił stowarzyszenie. W 2017 roku zmieniono nazwę klubu z SC Inter na Wilhelm Steinitz Schach Akademie, a wyłączną odpowiedzialność za prowadzenie drużyny ligowej przejął Royal.

## Arcymistrzowie w historii klubu
- Gerardo Barbero[3]
- Klaus Bischoff[3]
- Stefan Kindermann[3]
- Josef Klinger[3]
- Władimir Kramnik[3]
- Aleksiej Szyrow[3]